# ペーター・ヒルシュ
ペーター・ヒルシュ（Sir Peter Bernhard Hirsch, 1925年1月16日 - ）は、イギリスで活躍した材料科学の学者である。透過電子顕微鏡を使った金属結晶などの解析に業績をあげた。

## 来歴
ドイツのベルリンにユダヤ系の家庭に生まれたが、イギリスで教育をうけた。ケンブリッジ大学クライスツ・カレッジで学び、キャヴェンディッシュ研究所でローレンス・ブラッグのもとで金属の研究を行った。1950年代に透過電子顕微鏡を用いた結晶構造の研究を行った。1965年共著で"Electron microscopy of thin crystals”を出版した。1966年ウィリアム・ヒューム＝ロザリーの後をついで、オックスフォード大学の金属学部長になり1992年までその職にあった。1963年王立協会フェロー選出。

## 受賞歴
- 1974年 ヒューズ・メダル
- 1977年 ロイヤル・メダル
- 1983年 フォン・ヒッペル賞
- 1983/1984年 ウルフ賞物理学部門
- 2005年 ロモノーソフ金メダル